# Hell: The Sequel
Hell: The Sequel je EP amerického rapového dua Bad Meets Evil, které tvoří rappeři Eminem a Royce da 5'9''. V USA bylo EP vydáno 14. června 2011, pod labely Shady Records a Interscope Records. Po vydání debutovalo na první příčce žebříčku Billboard 200.

## O Albu
Duo Bad Meets Evil bylo utvořeno již v devadesátých letech, když spolu Eminem a Royce da 5´9´´ nahráli singl "Nuttin' to Do". Samotný název dua je odvozen od stejnojmenného Eminemova singlu z alba The Slim Shady LP, na kterém hostoval právě Royce da 5´9´´. Avšak po úspěchu skupiny D12 se duo rozpadlo. Roku 2008 se však Royce da 5´9´´ přidal do skupiny Slaughterhouse, která je upsána pod Eminovým labelem Shady Records, a tak nemohlo nic zabránit oživení staré spolupráce. EP Hell: The Sequel vzniklo k zpropagování dua.
Hosté na albu jsou zpěvák Bruno Mars a skupina Slaughterhouse, se statusem uncredited na albu spolupracovali Liz Rodriguez, Claret Jai a Sly Jordan.
Prvním singlem z EP je píseň "Fast Lane", která se umístila na 32. příčce žebříčku Billboard Hot 100. Druhým pak píseň "Lighters" (ft. Bruno Mars), ta se umístila na 4. příčce žebříčku Billboard Hot 100. Oba singly dosáhly i mezinárodního úspěchu.

## Po vydání
EP debutovalo na první příčce žebříčků Billboard 200, Top R&B/Hip-Hop Albums, Top Rap Albums a Canadian Albums Chart. V USA se v první týden prodeje prodalo 171 000 kusů. V druhý pak 63 000 kusů. Zatím se v USA prodalo 688 000 kusů alba. V září 2011 EP obdrželo certifikaci zlatá deska od společnosti RIAA.

### Další kritiky
- na Metacritic.com - 72/100 [5]
- na HipHopDX.com - 4/5 [6]
- časopis XXL - 4/5 (XL) [7]

## Tracklist
| # | Píseň               | Host(é)        | Producent(i)                         | Délka |
| - | ------------------- | -------------- | ------------------------------------ | ----- |
| 1 | "Welcome 2 Hell"    |                | Havoc                                | 2:57  |
| 2 | "Fast Lane"         |                | "Supa Dups", Eminem, "JG"            | 4:09  |
| 3 | "The Reunion"       |                | Sid Roams, Eminem                    | 4:50  |
| 4 | "Above the Law"     |                | Mr. Porter                           | 3:29  |
| 5 | "I'm on Everything" | Mike Epps      | Mr. Porter                           | 4:31  |
| 6 | "A Kiss"            |                | "Mr. Bangladesh", "branNu"           | 4:34  |
| 7 | "Lighters"          | Bruno Mars     | Eminem, The Smeezingtons, Battle Roy | 5:03  |
| 8 | "Take from Me"      |                | Mr. Porter, T. "56" Jackson          | 3:25  |
| 9 | "Loud Noises"       | Slaughterhouse | Mr. Porter, Eminem                   | 4:20  |

### Deluxe Edition
- 10. "Living Proof"
- 11. "Echo"

## Mezinárodní žebříčky
| Země                     | Umístění |
| ------------------------ | -------- |
| Austrálie                | 3        |
| Irsko                    | 15       |
| Kanada                   | 1        |
| Nový Zéland              | 15       |
| Švýcarsko                | 5        |
| UK Albums Chart          | 7        |
| US Billboard 200         | 1        |
| US Billboard R&B/Hip-Hop | 1        |
| US Billboard Rap         | 1        |